# Ogg
Ogg je slobodan, zatvoren container format kojeg održava Xiph.Org organizacija. Služi za pohranu visoko kvalitetne multimedije koristeći mnoštvo raznih kodeka.

## Kodeci

### Ogg Vorbis
Ogg Vorbis služi za pohranu zvuka. Koristi sažimanje s gubitcima (baš kao i zatvoreni, mp3 format). Koristi se i kao preporučeni format pohrane zvuka na Wikipediji. Zbog retrogradne kompatibilnosti, preporučeno je da Ogg Vorbis datoteke koriste ekstenziju .ogg.

### Theora
Theora je video kodek u rangu s MPEG-4/DiVX kodecima, preferiran za razmjenu videa od strane pobornika slobodnog softvera. Postoje nade da će, s pojavom verzije 5 HTML specifikacije, zamijeniti zatvoren, Flash video format. Ekstenzija je ogv.

### Drugi kodeci
Speex kodek je namijenjen pohrani ljudskog govora sažimanjem s gubitcima, FLAC za kompresiju zvuka bez gubitaka, a tu su još i eksperimentalni kodeci za pohranu videa: Dirac (Razvijan od strane BBCja s ciljem prenosivosti) i OggUVS (za razliku od Theore i Dirac-a, koristi sažimanje bez gubitaka), te drugi kodeci.

## Ekstenzije
Kao što je rečeno, za kodeke koji služe isključivo za pohranu zvuka, koristi se ekstenzija oga (izuzev Vorbis), za one koji pohranjuju video s ili bez zvuka ogv, a za aplikacije ogx.